# Carbajo
Carbajo és un municipi de la província de Càceres, a la comunitat autònoma d'Extremadura (Espanya).
Està situat al peu de la serra de Carbajo, a l'oest de la província.

## Demografia
| 2001 | 2002 | 2003 | 2004 | 2005 | 2006 |
| ---- | ---- | ---- | ---- | ---- | ---- |
| 280  | 271  | 254  | 251  | 251  | 253  |